# Cuentos de una vieja abuela
Cuentos de una vieja abuela, Op. 31 (del ruso: Ска́зки ста́рой ба́бушки, skázki stároi bábushki) es una composición para piano de Serguéi Prokófiev de 1918. Fue estrenada por el propio compositor el 7 de enero de 1919 en Nueva York. Es la primera obra de Prokófiev de su etapa en el extranjero y constituye un ejemplo de su estilo de juventud. Tiene una duración de diez minutos aproximadamente y fue publicada por primera vez en Moscú por la editorial A. Gutheil en 1922.

## Contexto
La producción pianística de ese periodo es escasa ya que Prokófiev se centró en la composición de la ópera El amor de las tres naranjas. De esa época son también las Cuatro piezas, Op. 32. Debido a la falta de recursos económicos por el retraso del estreno de la ópera, decide escribir pequeñas piezas para piano siguiendo el consejo de un editor. Prokófiev comenzó a componer Cuentos de una vieja abuela el 26 de septiembre de 1918 —el mismo día que Schirmer le obsequió con un piano Steinway— y terminó los cuatro movimientos en una semana. Fue estrenada por el propio compositor el 7 de enero de 1919 en Nueva York.
Prokófiev no estaba satisfecho con las ofertas de los editores por lo que no vendió los derechos de las piezas. Otras fuentes dicen que la exorbitante suma exigida por el compositor ruso (mil dólares) fue lo que echó para atrás a Carl Fischer, el único editor que había mostrado interés por sus derechos. Fueron publicadas finalmente en 1922 por A. Guthiel junto con las Cuatro piezas, Op. 32. Según la correspondencia del compositor, la primera edición de los Cuentos se agotó en unos meses.

## Análisis
Los académicos indican que los Cuentos de una vieja abuela son el ejemplo de que Prokófiev tuvo un don para el lirismo y la melodía. Nestiev menciona que los Cuentos son un ejemplo de que su música tiene lirismo puro y también afirma que su rico don melódico «se funde casi de forma original con las influencias del arte romántico occidental (Schumann) y con las tradiciones rusas emanando principalmente de Músorgski [...] o directamente del canción popular rusa». En general, el concepto compositivo de Prokófiev de cinco «líneas» —según menciona en su autobiografía son: la línea clásica, la moderna, la toccata, la lírica y la scherzo— le proporciona un método único para transmitir la idea musical que consta de características de la música clásica e innovaciones musicales. En otras palabras, sus composiciones son una combinación de simplicidad y complejidad. Nestiev al respecto agrega «las características más clásicas y simples en la música de Prokófiev son sus formas, ritmo y textura tipo pianoforte. Lo complejo e inusual de su música se encuentra en el idioma armónico, los métodos polifónicos y a veces la melodía.»
Nestiev escribió que, en Los cuentos de una vieja abuela y más tarde en los ballets El bufón y Flor de piedra, al recurrir a los cuentos de hadas se revela una fuerte influencia de lo nacional en el artista, así como su inusual predilección por la melodía y la armonía de la canción rusa. En su libro, titulado Prokofiev's Piano Sonatas, Boris Berman explica que «Prokófiev adoptó el imaginario de los cuentos de hadas de sus predecesores contemporáneos y desarrolló sus propios modismos, que se encuentran en muchas de sus obras para piano, tales como [...] los Cuentos de una vieja abuela».

## Descripción
La pieza podría describirse como el relato de diversas historias por una abuela a su nieto que está sentado en sus rodillas. Es una página musical cargada de nostalgia.
Consta de cuatro movimientos sin título:
1. Moderato
2. Andantino
3. Andante assai
4. Sostenuto

Según Nestiev, cada uno de los cuatro «cuentos de hadas» tiene tres partes, siguiendo la estructura ABA'.

## Grabaciones
El propio compositor grabó los Cuentos en diciembre de 1924 en rollos para piano para la Aeolian Company. Se conservan registros de archivo de dos piezas del ciclo —Andantino y Andante assai— de Prokófiev, grabadas en París entre febrero de 1935, para His Master's Voice (HMV DB5032) publicados por "Melody" en las placas M10-39515-18 (1976) y discos compactos MEL CD 10 02000 (2012). El ciclo completo ha sido grabado por Boris Berman (1990), Oleg Marshev (1993), Frederic Chiu (1997) y Matti Raekallio (1999 y 2011), entre muchos otros. La primera grabación de la versión para orquesta sinfónica a partir del arreglo de Alexander Radvelovitch fue realizada en 1994 por Stanislav Gorkovenko y la Orquesta Sinfónica de la Radio y Televisión de San Petersburgo (actual Orquesta Sinfónica del Gobernador de San Petersburgo). Existe un arreglo para orquesta sinfónica realizado por Leonid Davidovich Hoffman.